# Wilton (Minnesota)
Wilton – miasto w Stanach Zjednoczonych, w stanie Minnesota, w hrabstwie Beltrami.